# Leuconotopicus villosus
El pico velloso (Leuconotopicus villosus) es una especie de ave piciforme de la familia Picidae. Es un pájaro carpintero de tamaño mediano grande, nativo de América Central y América del Norte.

## Subespecies
Se distinguen las siguientes subespecies:
- Leuconotopicus villosus audubonii (Swainson, 1832)
- Leuconotopicus villosus harrisi (Audubon, 1838)
- Leuconotopicus villosus hyloscopus (Cabanis & Heine, 1863)
- Leuconotopicus villosus icastus (Oberholser, 1911)
- Leuconotopicus villosus jardinii (Malherbe, 1845)
- Leuconotopicus villosus maynardi (Ridgway, 1887)
- Leuconotopicus villosus orius (Oberholser, 1911)
- Leuconotopicus villosus picoideus (Osgood, 1901)
- Leuconotopicus villosus piger (G. M. Allen, 1905)
- Leuconotopicus villosus sanctorum (Nelson, 1897)
- Leuconotopicus villosus septentrionalis (Nuttall, 1840)
- Leuconotopicus villosus sitkensis  (Swarth, 1911)
- Leuconotopicus villosus terraenovae (Batchelder, 1908)
- Leuconotopicus villosus villosus (Linnaeus, 1766)

## Enlaces externos

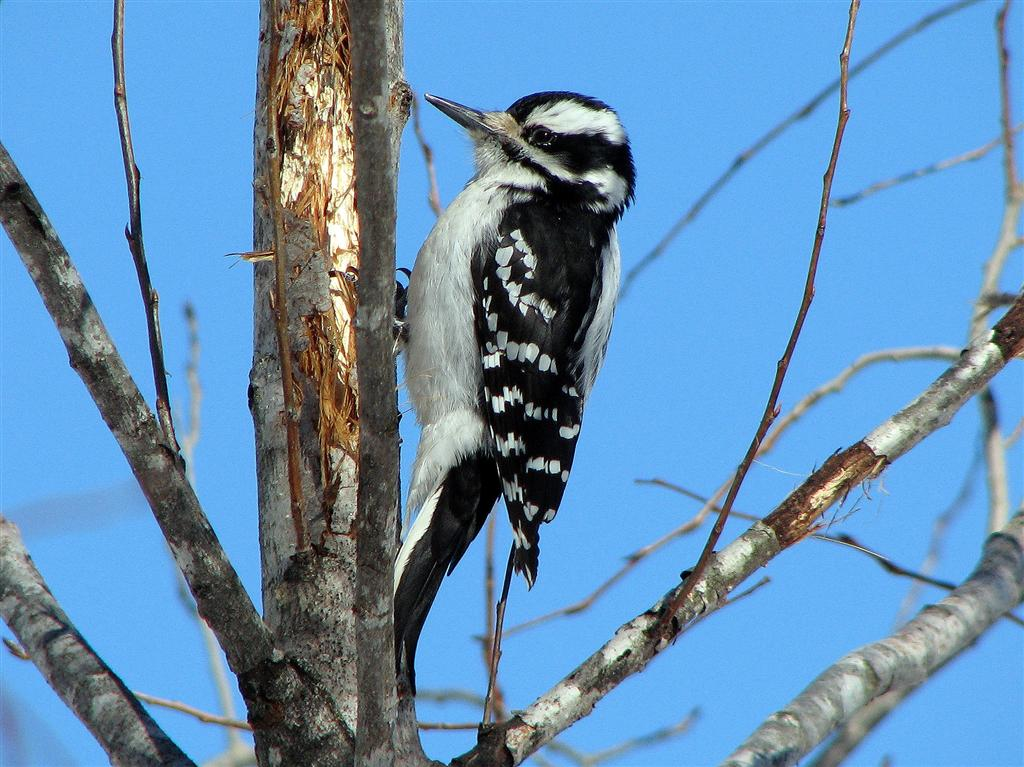
Hembra adulta en Ontario.
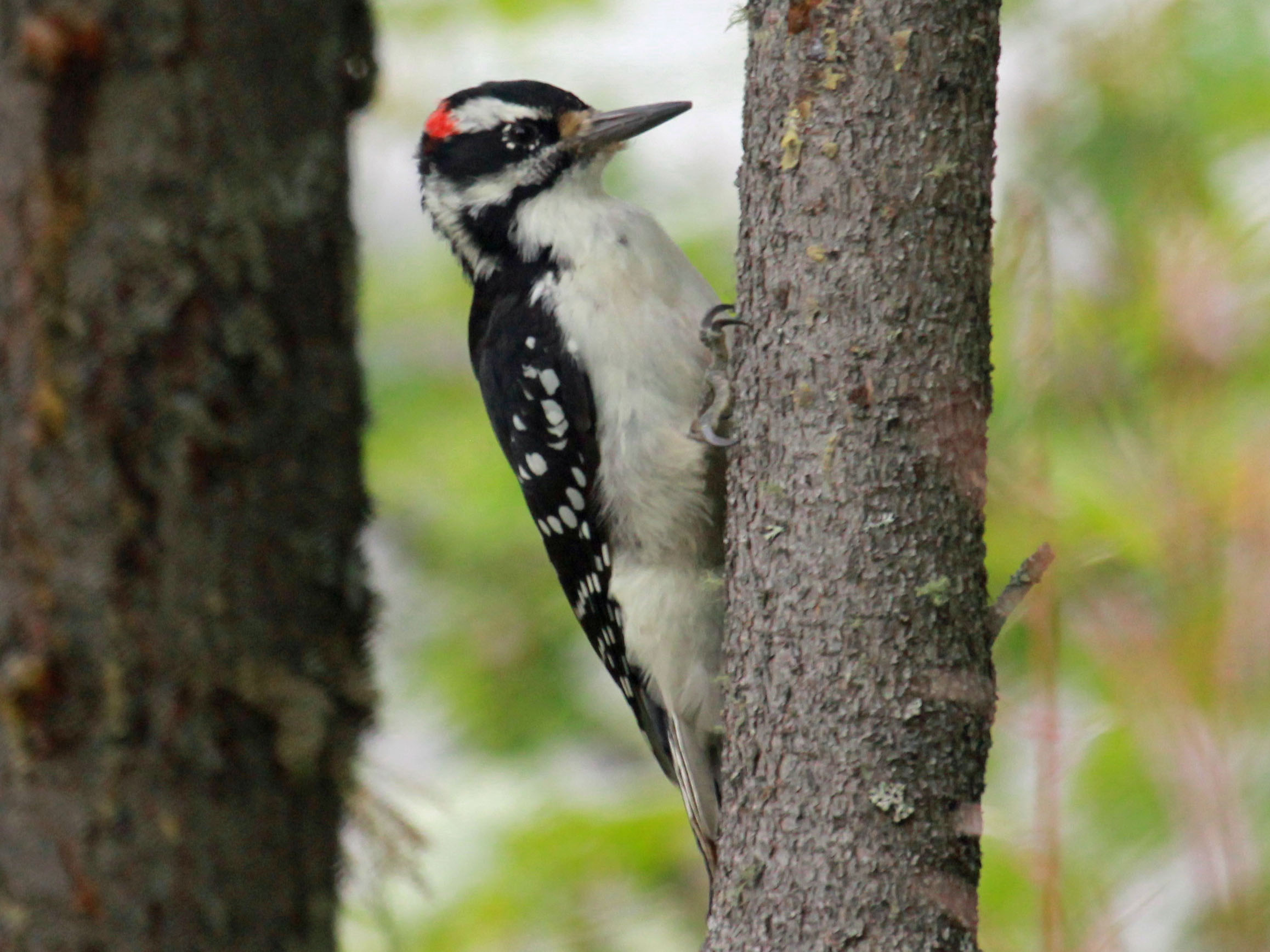
Macho en Alaska.
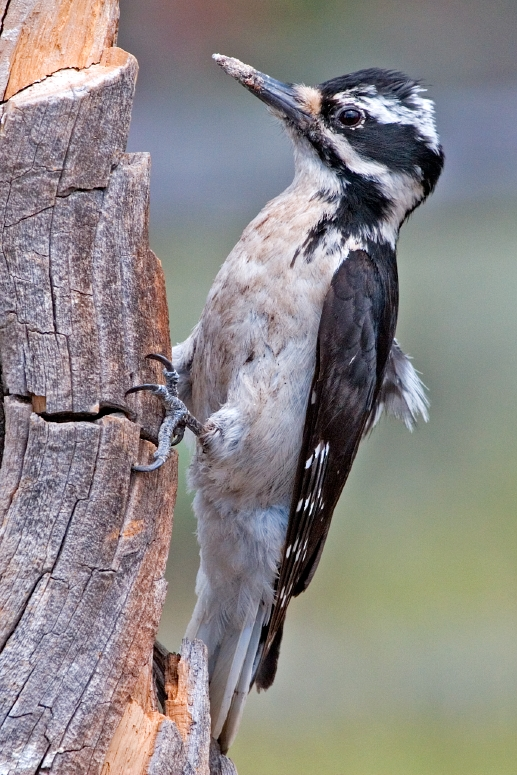
Hembra.